# Dr Ivana Ribara
Ne doit pas être confondu avec Dr Ivan Ribar ou Ivan Ribar.
La rue Dr Ivana Ribara (en serbe cyrillique : Др Ивана Рибара) est située à Belgrade, la capitale de la Serbie, dans la municipalité urbaine de Novi Beograd.
Le nom de la rue est un hommage à Ivan Ribar, un homme politique croate yougoslave.

## Parcours
La rue Dr Ivana Ribara prend naissance dans le quartier de Bežanijska kosa, au niveau d'un carrefour giratoire qui la relie aux rues Vinogradska, Surčinska et Vojvođanska (la « rue de Voïvodine »). Elle s'oriente vers le sud-est et se ramifie pour irriguer le secteur des Bloks 71 et 72. Elle laisse ensuite, sur sa gauche, la rue Jurija Gagarina et se termine près de la rive de la Save.

## Transports
La rue est desservie par plusieurs lignes d'autobus de la société GSP Beograd : les lignes 45 (Blok 44 – Zemun Novi Grad), 73 (Novi Beograd Blok 45 – Batajnica), 94 (Novi Beograd Blok 45 – Miljakovac I), 95 (Novi Beograd Blok 45 – Borča III), 602 (Novi Beograd Blok 45 – SRC Surčin), 604 (Novi Beograd Blok 45 – Preka kaldrma) et 610 (Zemun Kej oslobođenja – Jakovo). La rue est également desservie par les lignes de tramway 7 (Ustanička - Blok 45), 7L (Tašmajdan - Blok 45), 9 (Banjica - Blok 45), 11 (Kalemegdan - Blok 45) et 13 (Blok 45 – Banovo brdo).